# Cracker Jack

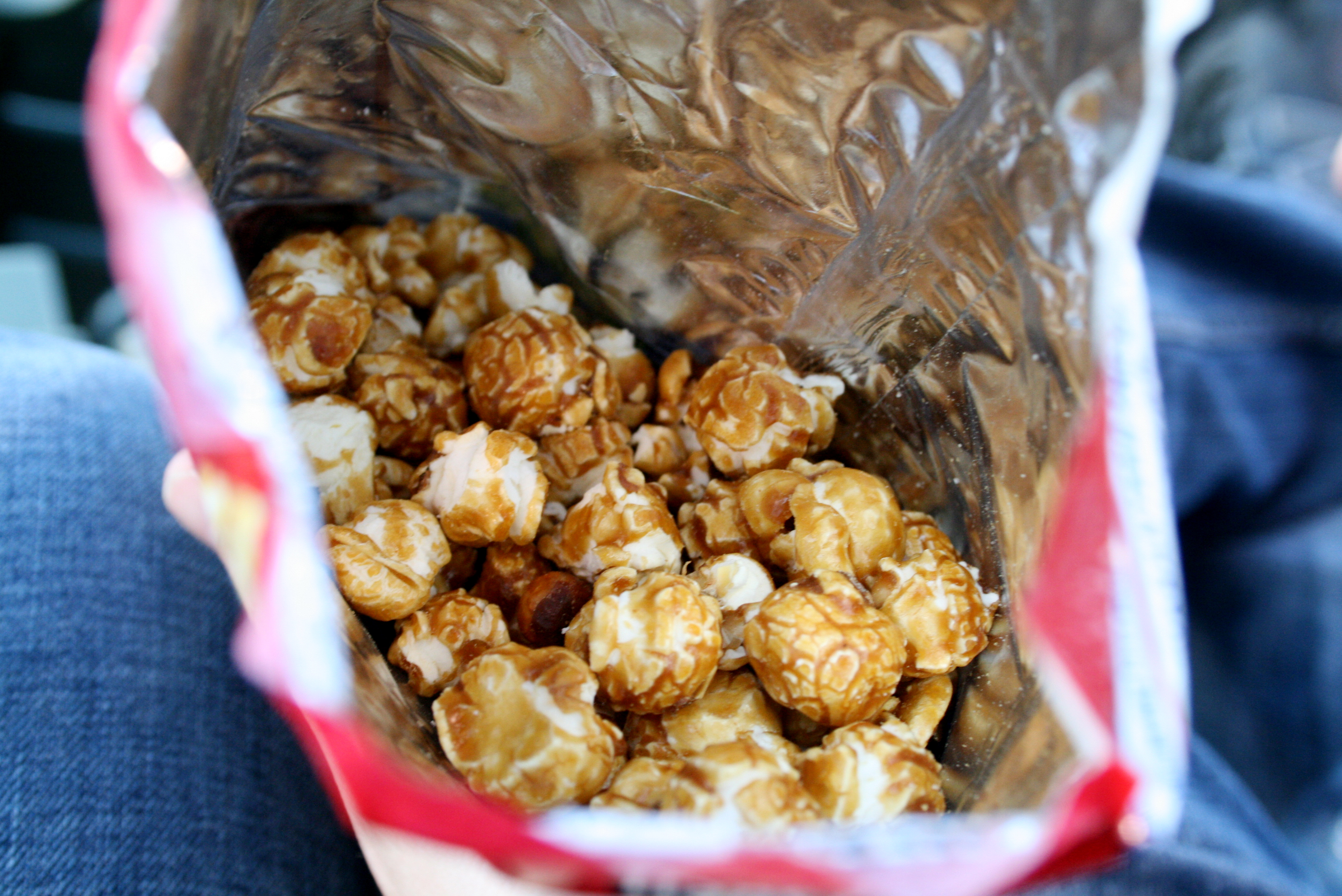
Öppnad påse med Cracker Jacks.

Cracker Jack ofta benämnt i plural som Cracker Jacks är ett amerikanskt snacks som är baserat på popcorn och jordnötter.
Cracker Jacks associeras oftast med baseboll då det säljs stora mängder av det under matcher. Det är också känt för att vara med i låten Take Me Out To The Ballgame där "Buy me some peanuts and Cracker Jacks" sjungs i refrängen.

## Innehåll
- Popcorn
- Jordnötter
- Smör
- Honung (kan ersättas med sirap)[1]

## Tillverkare
Det första företaget att sälja Cracker Jacks var The Cracker Jack Company som sedan köptes upp av Borden 1964. Borden sålde sedan varumärket vidare till Frito-Lay (som var en av de stora budgivarna när The Cracker Jack Company såldes 1964) 1997 och står idag för den största delen av försäljning av Cracker Jacks.